# マチェイ・ザコシェルニー
マチェイ・グラツィアン・ザコシェルニー（ポーランド語: Maciej Gracjan Zakościelny、1980年5月7日 - ）はポーランドの俳優。

## 略歴
小学生の頃から舞台に立つことを夢見て、少年時代には数多くのタレントショーに出演し、3位に入賞したこともある。ヴァイオリンを専攻した音楽学校ではピアノやドラムも学び、さらにワルシャワの演劇学校で演技も学ぶ。
空手を5年間習っていた他、ヨーロッパを旅して回っている間は路上や電車内でヴァイオリンを演奏して金を稼いでいた。

## 私生活
2014年からモデルのパウリーナ・ヴィカと交際し、2子をもうけている。

## 主な出演作品
- レンブラントの夜警 Nightwatching (2007) - エグレモント
- 杉原千畝 スギハラチウネ (2015) - マラット
- スクワッド303 ナチス撃墜大作戦 Dywizjon 303 (2018) - ヤン・“ドナルド”・ツムバッハ ※日本劇場未公開、WOWOWにて放映[3]